# 기동전사 건담 SEED 시리즈의 시설
기동전사 건담 SEED 시리즈의 시설(일본어: 機動戦士ガンダムSEEDシリーズの施設)에서는 TV 애니메이션 《기동전사 건담 SEED》 및 《기동전사 건담 SEED DESTINY》와 관련 작품에 등장하는 가공의 시설에 대해 기술한다.

## 지구연합군

### 월면

#### 알자헬
지구연합군의 월면 기지 중 하나이다. 알자헬 크레이터는 달 표면 중앙보다 남위 18.2도, 서경 1.9도에 위치한 지름 96 km의 크레이터로 라틴어로 알자케르라고도 읽는다.
유니우스 조약 체결 후에 건설되어 이전 대전에서 파괴된 프톨레마이오스 기지를 대신해 지구연합군의 주력 기지가 되었다. 다수의 함대가 주둔하고 있는 대규모 군사 거점으로 묘사되고 있으며 기지 밑에는 도시 구역도 건설되고 있다. 로고스에 대한 사실이 폭로된 후에도 알자헬 기지에 주둔하는 달 함대가 빔 편광 스테이션 포레의 방위에 협력하고 있는 것으로 보아 실질적으로 로고스 블루코스모스파에 속함을 엿볼 수 있다.
다이달로스 기지가 함락되어 지구연합군의 패전이 짙어지고도 듀랜달의 데스티니 플랜에 반발한 오브 연합 수장국에 호응하여 알자헬에 주둔하던 달 함대를 발진시켰지만, 자프트에 접수된 레퀴엠의 공격으로 달 함대와 함께 기지가 궤멸되어 버렸다. 또한 동시에 대서양 연방의 대통령 조지프 코플랜드도 사망했다.

## 같이 보기
- 기동전사 건담 SEED
- 기동전사 건담 SEED DESTINY